# 蓝刺鹤虱
蓝刺鹤虱（学名：Lappula consanguinea）为紫草科鹤虱属的植物。分布在克什米尔、蒙古、巴基斯坦、俄罗斯以及中国大陆的宁夏、甘肃、青海、新疆、河北、内蒙古等地，生长于海拔800米至2,200米的地区，多生长于石质山坡、畜圈旁、荒地及山前干旱坡地，目前尚未由人工引种栽培。

## 异名
- Lappula consanguinea (Fisch. et C. A. Mey.) Guerke var. cupuliformis C. J. Wang